# Eve Mayfair
Eve Mayfair (* 21. ledna 1980, San Francisco, Kalifornie), vlastním jménem Anastasia Mendez je americká pornoherečka.

## Filmy
- 2009 - Whitezilla Is Bigga Than a Nigga!!! 1
- 2006 - Decline of Western Civilization Part 69: The Porno Years
- 2006 - White Mans' Revenge
- 2005 - Black Bad Girls 21
- 2005 - Hood Hoppin' 4
- 2005 - Black Moon Risin'
- 2005 - Black Reign 8
- 2005 - Climaxxx TV
- 2005 - Fuck Me Harder White Boy 2
- 2005 - Spread 'Em Apart